# Widoradz
Widoradz [viˈdɔrat͡s] ist ein Dorf in der Gmina Wieluń, in der polnischen Woiwodschaft Łódź. Es liegt 4 km östlich von Wieluń und 87 km südwestlich von Łódź (Lodz).